# Giovanni Arrighi
Giovanni Arrighi (Milà, Itàlia, 1937 - Baltimore, Estats Units, 18 de juny de 2009) va ser un economista i sociòleg italià especialitzat en economia política. Es considera un dels màxims representants de les teories dels cicles econòmics. Els seus treballs han estat traduïts a una quinzena de llengües.

## Publicacions
- 1967 The Political Economy of Rhodesia
- 1973 Essays on the Political Economy of Africa
- 1978 Geometry of Imperialism
- 1982 Dynamics of Global Crisis
- 1985 Semiperipheral Development: The Politics of Southern Europe in the Twentieth Century
- 1989 Antisystemic Movements
- 1990 Transforming the Revolution: Social Movements and the World System (with Samir Amin, Andre Gunder Frank and Immanuel Wallerstein)
- 1994 The Long Twentieth Century: Money, Power, and the Origins of Our Times
- 1999 Chaos and Governance in the Modern World System (with Beverly J. Silver)
- 2003 The Resurgence of East Asia: 500, 150 And 50 Year Perspectives
- 2007 Adam Smith in Beijing: Lineages of the Twenty-First Century